# Dezső Lakatos
Dezső „Ablakos“ Lakatos (* 14. Juni 1944 in Kiskunhalas; † 22. Januar 1997 in Budapest) war ein ungarischer Jazzmusiker (Sopran- und Tenorsaxophon, auch Flöte).

## Leben und Wirken
Lakatos gründete im Alter von fünfzehn Jahren zusammen mit Béla Szakcsi Lakatos und Géza Lakatos Pecek eine Band. Ab 1960 studierte er bei István Ungár. 1963–64 gehörte er zum Jazz-Ensemble von Attila Garai, mit dem es zu Gastspielen in Polen und in der Tschechoslowakei kam. Sie traten auch in Schweden auf dem Landskrona Jazz Festival auf. Anschließend spielte er mit Andor Kovács, dann mit Aladár Pege und János Kőrössy. 1966 ging er mit Gusztáv Csík und Miklós Sthymmel nach Westdeutschland, wo er ein Jahr lang in Düsseldorf auftrat und auf Wilton Gaynair und George Maycock traf. Zwischen 1968 und 1974 spielte er auf Kreuzfahrten in der Karibik. Dann arbeitete er als Studiomusiker in Atlanta, spielte aber auch mit Karl Ratzer in New York (Street Talk). Eine Weile spielte er zum Lebensunterhalt hauptsächlich Salonmusik. Seit 1981 arbeitete er mehrere Jahre in Europa, etwa mit Renato Zero und mit György Vukán, versuchte aber zeitweise wieder, in den USA zu leben. Er legte dann in Ungarn mit Béla Szakcsi Lakatos, mit Vukáns Creative Art Ensemble und im Super Trio mit Vukán und Kőszegi mehrere Alben vor.
Der Ungarische Jazzverband verlieh ihm posthum den Gábor-Szabó-Preis für sein Lebenswerk. Sein Spiel und sein musikalischer Ansatz haben immer noch großen Einfluss auf junge Jazzmusiker in Ungarn; nach ihm ist ein Stipendium benannt.

## Diskographische Hinweise
- Szakcsi Lakatos Béla, Ablakos Lakatos Dezső: Hosszú, Forró Nyár (Gábor S. Pál Dalai) (Radioton 1990)
- The Super Trio Featuring Dezső Lakatos, George Vukán, Balázs Berkes, Imre Kőszegi: Elliptic Dance (Timeless Records/Bellaphon 1991)
- János Kőrössy – Dezső (Ablakos) Lakatos: It’s Midnight / Éjfél Már (Hungaroton 2001; rec. 1962–1972)